# São Francisco Pernambucano
São Francisco Pernambucano is een van de vijf mesoregio's van de Braziliaanse deelstaat Pernambuco. Zij grenst aan de mesoregio's Sertão Pernambucano, Sertão Alagoano (AL), Vale São-Franciscano da Bahia (BA) en Sudeste Piauiense (PI). De mesoregio heeft een oppervlakte van ca. 24.532 km². In 2007 werd het inwoneraantal geschat op 540.150.
Twee microregio's behoren tot deze mesoregio:
- Itaparica
- Petrolina

Mesoregio's: Agreste Pernambucano · Mata Pernambucana · Metropolitana do Recife · São Francisco Pernambucano · Sertão Pernambucano

Microregio's: Alto Capibaribe · Araripina · Brejo Pernambucano · Fernando de Noronha · Garanhuns · Itamaracá · Itaparica · Mata Meridional Pernambucana · Mata Setentrional Pernambucana · Médio Capibaribe · Pajeú · Petrolina · Recife · Salgueiro · Sertão do Moxotó · Suape · Vale do Ipanema · Vale do Ipojuca · Vitória de Santo Antão